# HD 102365
HD 102365 – gwiazda w gwiazdozbiorze Centaura. Znajduje się około 30 lat świetlnych od Słońca. Jaśniejszy składnik układu okrąża planeta.

## Charakterystyka
Jest to gwiazda podwójna. Główny składnik to żółty karzeł podobny do Słońca, gwiazda typu widmowego G2. Ma ona temperaturę 5650 K, masę równą 0,85 M☉ i jest starsza niż Słońce – ocenia się, że ma około 9 miliardów lat.
Drugi składnik tego układu został odkryty przez Willema Luytena w 1960 roku. Jest to czerwony karzeł typu M4, okrążający główną gwiazdę w odległości ocenianej na 211 au. Na niebie gwiazdy dzieli 22,9 sekundy kątowej (pomiar z 2000 r.).

## Układ planetarny
Wokół głównej gwiazdy krąży planeta o masie około 16 razy większej niż masa Ziemi (bliska masy Neptuna), odkryta w 2011 roku. Jej orbita ma półoś wielką o połowę mniejszą niż orbita Ziemi. Planeta wydaje się być samotna w swoim układzie.